# خسروی سرخسی
ابوبکر محمد بن علی خسروی سرخسی ، شاعر و فیلسوف ایرانی و از مشاهیر قرن چهارم هجری قمری و از بزرگ‌ترین فقیهان مسلمان ماوراءالنهر بوده است. در بخارا تحصیل کرده و در اوزکند به دربار قراخانیان پیوسته بود و به سبب فتوایی که بر خلاف میل خاقان حسن داد به زندان افتاد.
وی به دو زبان فارسی و عربی شعر می‌سرود و در تاریخ یمنی نام وی را رودکی قرین نامیده‌اند. ابوبکر محمد میان سال‌های ۴۹۰–۴۸۳ هجری قمری بدرود حیات گفته است.
وی به علوم اوائل (دانش‌های یونان باستان) آگاهی گسترده‌ای داشته و شعرش آمیزه‌ای از اندیشه‌های فلسفی و خیال‌های شاعرانه است. او مدح‌کننده شمس‌المعالی قابوس (کشته‌شده به سال ۴۰۳)، صاحب بن عباد (مرگ ۳۸۵) و امیر ناصرالدوله ابوالحسن محمد بن ابراهیم سیمجور (مرگ ۳۷۷) بوده است و قابوس و صاحب بن عباد بدو مزد سالیانه می‌داده‌اند.
طبرخزی (ابوبکر خوارزمی، مرگ ۳۸۳) شاعر و ادیب -که نوشته‌هایی به زبان عربی دارد- قصیده‌ای در سوگ او گفته است. محمد دبیر سیاقی از ادیبان نامور همروزگار ما قطعهٔ خسروی را در نکوهش روزگار بی‌مانند می‌داند.
شعر زیر از اوست:
| ای بسا خسته کز فلک بینم     |  | بی‌سلاحی همیشه افگاراست    |
| وی بسا بسته کز نوایب دهر    |  | بند پهنهان و او گرفتاراست |
| وی بسا کشتگان که گردون راست |  | ندود خون و کشته بسیار است |

خسروی هم در طبقات شعرای عجم مشهور است و هم در طبقات شعرای عرب. این ابیات عربی از اوست:
| عجبت من ربی و ربی حکیم |  | ان احرم العاقل فضل النعیم |
| ما ظلم الباری و لکنه   |  | اراد ان یظهر عجزالحکیم    |

او در مدح کافی الکفاة ابوالقاسم اسماعیل عباد، امیر ناصرالدوله ابوالحسن محمدبن ابراهیم بن سیمجورشعر سروده است همچنین در مدح شمس المعالی ابوالحسن قابوس بن وشمگیربن زیار چنین می‌گوید:
| تا کی نالی ز عشق تا کی نالی   |  | سود ندارد گریستن چه سگالی |
| حلقهٔ زلفت همه قصیدهٔ عینی      |  | حلقهٔ جعدت همه قصیدهٔ دالی  |
| نیست بخوبی ترا نظیر و کسی نیز |  | نیست بچیزی نظیر شمس معالی |

## تالیفات
- کتاب المبسوطه در فقه حنفی ۱۴ جلد
- اصول الفقه ۲ جلد
- شرح السیر الکبیر ۴ جلد